# Пріхна Дмитро Віталійович
Дмитро Віталійович Пріхна (нар. 6 червня 1995, с. Станичне, Харківська область, Україна) — український футболіст, гравець «Ворскли».
Виступає на позиціях захисника та півзахисника, основна позиція — правий захисник.

## Біографія
Вихованець харківського футболу, займався в дитячих школах «Металіста», «Геліоса» та «Сходу». Перший тренер — Юрій Рудинський. Виступав за юнацьку команду маріупольського «Іллічівця», аматорські команди «Авангард» (Каховка) та «Нива» (Бережани).
З 2017 року виступав за тернопільську «Нива», спочатку — у Чемпіонаті України серед аматорів, згодом — у Другій лізі України. Дебютував на професійному рівні 9 липня 2017 року в матчі Кубку України «Металіст 1925» — «Нива» (Тернопіль) (2:2, 3:4 за пенальті). Цей поєдинок Пріхна відіграв повністю (90 хвилин основного та 30 — додаткового часу). У першій половині сезону 2017/18 в складі «Ниви» зіграв 17 поєдинків, з яких 15 — у чемпіонаті та два — в розіграші Кубка України.
24 лютого 2018 року став гравцем «Металіста 1925». Дебютував за харківський клуб 31 березня того ж року в матчі 23-го туру Другої ліги проти «Інгульця-2» (4:0). Дмитро вийшов на поле зі стартових хвилин та після першого тайму був замінений Юрієм Буличевим. Пріхна відразу став гравцем основного складу «жовто-синіх», зігравши в 10 матчах весняної частини чемпіонату з 11, забив два голи і допоміг харків'янам здобути бронзові медалі першості та вийти до Першої ліги. Але наступного сезону Дмитро втратив місце в основному складі «Металіста 1925», провів лише два матчі (по одному — в Першій лізі та Кубку України) та покинув клуб під час зимової перерви в чемпіонаті.
У лютому 2019 року був на перегляді в краматорському «Авангарді».
26 березня 2019 року підписав контракт з рівненським «Вересом», за який у весняній частині Другої ліги 2018/19 виходив на поле в 9 матчах з 10 (здебільшого — на заміну).
15 серпня 2019 року був включений до заявки сімферопольської «Таврії». З того часу до зимової перерви в чемпіонаті провів без замін усі 17 матчів сімферопольців у Другій лізі України та обидва матчі команди в Кубку України. Відзначився одним голом у чемпіонаті. 5 лютого 2020 року було оголошено про припинення співпраці гравця з «Таврією».
Навесні 2020 року проходив збори в хмельницькому «Поділлі», але через пандемію коронавірусу сезон в Другій лізі так і не поновився. Тому контракт між клубом і гравцем було укладено пізніше, 21 липня 2020 року. В осінній частині сезону 2020/21 виходив у стартовому складі в усіх матчах «Поділля» (11 ігор, 1 гол у чемпіонаті та 1 гра в кубку). Був включений до збірної першого півріччя Другої ліги як правий захисник № 1.
12 березня 2022 року став гравцем клубу «Бронь» (Радом), який виступає в четвертому дивізіоні чемпіонату Польщі.

## Стиль гри
|  | У хмельницькій команді Дмитро відіграє дуже важливу роль: починав сезон як основний правий оборонець, в ендшпілі осінньої частині чемпіонату закривав центральну зону, де потрібна була ситуативна допомога. Ігрова манера Пріхни — надійна та непоступлива, при цьому, виконуючи роль руйнівника, він активно підключається до атак і подач зі стандартних положень. Окрім голу в матчі з «Рубіконом», Дмитро ще й віддав три гольові передачі, і всі — в особливо важких матчах, де була велика вага голу та його команда здобувала важливі очки. |

## Досягнення
«Металіст 1925»:
 Бронзовий призер Другої ліги України: 2017/18
 «Поділля»:
 Срібний призер Другої ліги України: 2020/21